# John Uzo Ogbu
John Uzo Ogbu (Ebonyi, 9 maggio 1939 – 20 agosto 2003) è stato un antropologo nigeriano.
Si interessò in particolare al tema della razza e dell'intelligenza. Le sue teorie furono oggetto di discussioni e controversie. Degli attivisti neri lo accusarono di razzismo, mentre i conservatori lo accusarono di imputare ai bianchi tutte le colpe dei problemi degli afroamericani negli USA.
John Ogbu riteneva che appartenere a una minoranza cosiddetta  involantaria riducesse il QI e le prestazioni scolastiche. Egli sostenne la tesi che raggiungere buone prestazioni veniva considerato, all'interno della comunità afroamericana, un'emulazione degli studenti bianchi (in inglese, acting white).

## Biografia
John Ogbu nacque nel villaggio Umudomi, nello stato di Ebonyi (Nigeria). I suoi genitori appartenevano a un ceto elevato; John studiò e ricoprì per molti anni il ruolo di insegnante. 
Emigrò negli Stati Uniti e nel 1961 iniziò gli studi presso l'Università di Princeton.In seguito frequentò l'Università della California per proseguire gli studi antropologici. Nel 1965 ottenne il titolo di laurea, nel 1960 il master e nel 1971 conseguì il dottorato. Dal 1970 all'anno della sua morte ha insegnato presso la stessa Università della California.

## Pensiero
Ogbu è stato, come ricercatore, contestato; le tesi da lui sostenute sollevarono forti reazioni da parte di tutti gli schieramenti politici.

### Minoranze involontarie e volontarie
Ogbu sostiene che le diversità culturali non sono sufficienti a rendere conto delle disparità negli esiti educativi delle minoranze, dal momento che alcune comunità di minoranza conseguono buoni risultati, mentre altre no. In aggiunta, osserva che in certi casi gruppi di persone appartenenti alla stessa etnia ma situati in diversi stati hanno manifestato, secondo alcuni parametri, diversi livelli di abilità e/o risultati.
Ogbu puntualizza che ci sono due tipologie di diversità tra una cultura e l'altra. Ci sono differenze primarie, che esistevano prima che le diverse culture venissero in contatto tra loro. Ci sono poi differenze secondarie, che prendono vita quando due culture interagiscono tra loro. Afferma inoltre che molte di queste differenze secondarie vengono create da gruppi subordinati in opposizione ai riferimenti culturali della gruppo dominante.
Nel suo libro Minority Education and Caste (1978) Ogbu distingue tra minoranze volontarie e involontarie. I membri delle cosiddette minoranze volontarie emigrano in un nuovo paese per cercarvi fortuna e migliorare la loro condizione economica e sociale; normalmente sono consapevoli delle loro prestazioni e raggiungono i loro obbiettivi. I membri di minoranza involontaria sono stati invece segregati in uno Stato (ad esempio attraverso la schiavitù), e rimangono esclusi dalla società (possono far parte, ad esempio, di una classe inferiore). Coloro che appartengono a una minoranza involontaria spesso rifiutano i valori della società ospitante. Ottengono risultati meno positivi nel percorso scolastico e non credono di poter raggiungere, attraverso i loro sforzi, dei successi. Ciò li conduce ad avere un QI inferiore.

### Acting White
Nel 1986 Ogbu condusse con Signithia Fordham uno studio sugli studenti afroamericani in una scuola di un quartiere abitato in gran parte da bianchi di classe media (Black American Students in an Affluent Suburb: A Study of Academic Disengagement). Giunse alla convinzione che gli studenti neri ottenenevano scarsi risultati a scuola per non essere accusati di comportarsi come bianchi.
Le sue tesi vennero criticate, tra gli altri, da Karolyn Tyson e William Darity jr. (dell'Università della Carolina del Nord a Chapel Hill), i quali sostennero in una studio che gli atteggiamenti degli studenti neri non erano diversi da quelli degli studenti bianchi. 

Roland g. Fryer, dell'Università di Harvard, si mostrò al contrario d'accordo con Ogbu. Affermò che i neri, in scuole pubbliche, raggiungono risultati peggiori per non essere accusati di agire da bianchi. Questi fenomeni non si verificavano però in scuole private.

## Opere
- M. A. Gibson, J. U. Ogbu (Hrsg.): Minority Status and Schooling: A Comparative Study of Immigrant and Involuntary Minorities. Garland, New York 1991.
- D. Goleman: An Emerging Theory on Blacks' I.Q. Scores. In: New York Times Education Life. 10. April 1988, S. 23.
- Ogbu's Theory. (= Anthropology and Education Quarterly. Special issue. Vol. 27, No. 4). Dezember 1996.
- J. U. Ogbu: Minority Education and Caste: The American System in Cross-Cultural Perspective. Academic Press, San Diego, CA 1978.
- J. U. Ogbu: Origins of Human Competence: A Cultural-Ecological Perspective. In: Child Development. 1981.
- J. U. Ogbu: Black students' school success: Coping with the „burden of 'acting white'“. In: The Urban Review. 1986.
- J. U. Ogbu: Understanding Cultural Diversity and Learning. In: Educational Researcher. 1992.
- J. U. Ogbu: Variability in Minority School Performance: A Problem in Search of an Explanation. In: Anthropology & Education Quarterly. 1987.
- J. U. Ogbu: Cultural Amplifiers of Intelligence: IQ and Minority Status in Crosscultural Perspective. In: J. M. Fish: Race and Intelligence: Separating Science from Myth. Erlbaum, Mahwah, NJ 2002.
- J. U. Ogbu, A. Davis: Black American Students in an Affluent Suburb: A Study of Academic Disengagement. Lawrence Erlbaum Publishers, 2003, ISBN 0-8058-4515-1.
- J. U. Ogbu, H. D. Simons: Voluntary and Involuntary Minorities: A Cultural-Ecological Theory of School Performance with Some Implications for Education. In: Anthropology & Education Quarterly. 1998.
- Staff report: What 15 Top Anthropologists Are Working On Now. In: The Chronicle of Higher Education. 21. November 1997, S. B7–B8.